# 瓦瓦烏群島

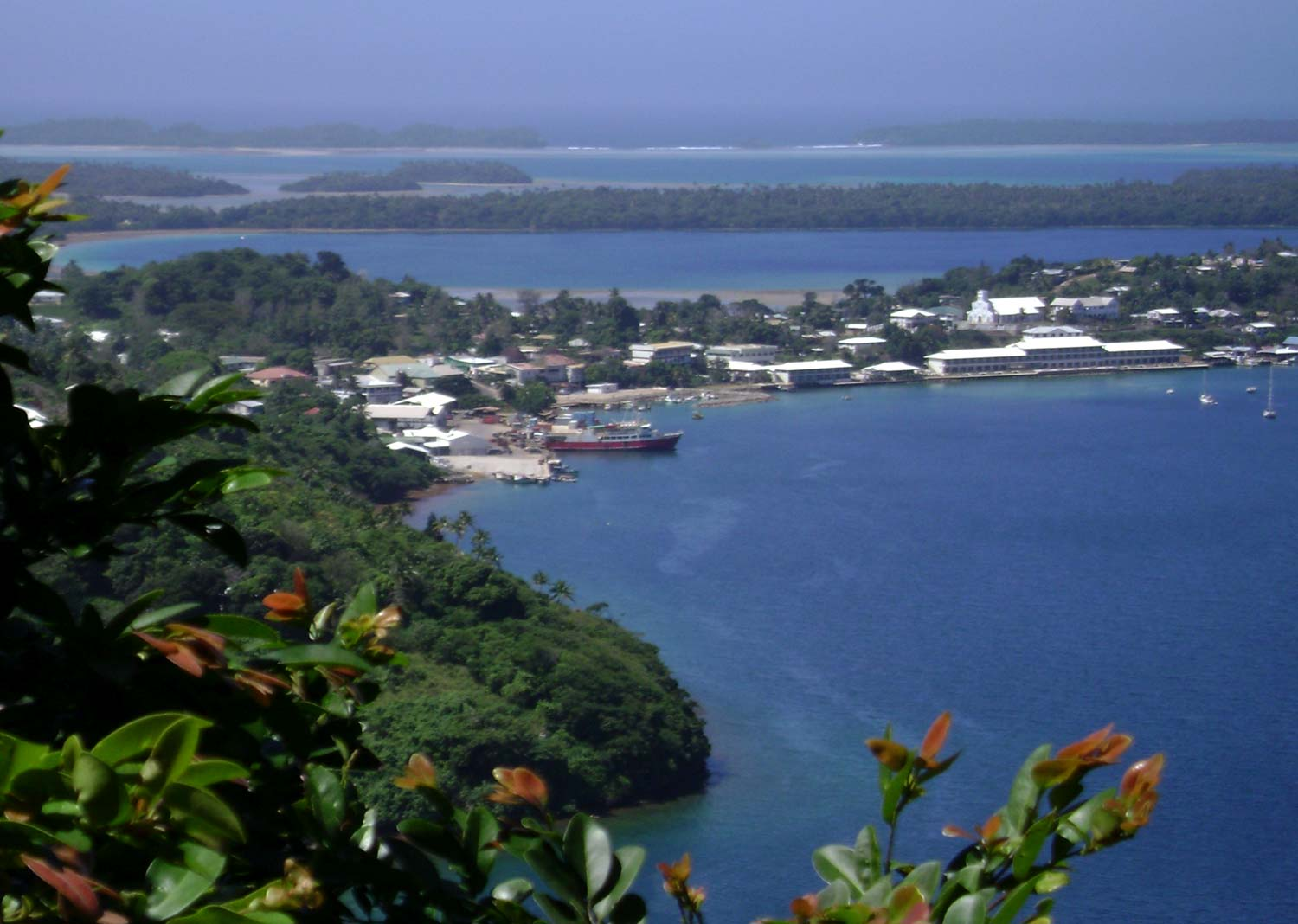
內亞富港口

瓦瓦烏群島是太平洋島國湯加的群島，由1個大島和40個小島組成，總面積119平方公里，最高點海拔高度131米，2006年人口15,505，該國主島湯加塔布島位於群島南方275公里，